# BT-2
De BT-2 was een lichte Soviet-tank uit de BT-serie. De productie begon in 1932
Ze had een hoge snelheid die te danken was aan de M1931Christie-wielophanging. De tank was uitstekend voor de Sovjet-Unie en had een goed kanon voor die tijd. De tank had soms problemen met de snelheid, welke tot de 100 km/u bedroeg. Als de tank te snel ging in de bochten, dan kon hij crashen.